# Luis Cresencio Sandoval
Luis Cresencio Sandoval González (Ensenada, 7 febbraio 1960) è un generale messicano, Segretario della Difesa Nazionale dal 2018 al 2024, sotto il presidente Andrés Manuel López Obrador.

## Biografia
Nacque il 7 febbraio 1960 a Ensenada, Bassa California. Nell'Eroico Collegio Militare frequentò il liceo e gli studi di formazione di ufficiali dell'esercito.
Conseguì anche una laurea in amministrazione militare presso la Scuola Militare Superiore di Guerra e un master in amministrazione militare per la difesa e la sicurezza nazionale.
Servì come comandante di sezione nel Terzo Battaglione di Polizia Militare a Città del Messico; fu anche capo della sezione tecnica e segretario privato del funzionario senior della SEDENA. Fu vicecapo di stato maggiore del quartier generale della 20ª zona militare di Colima, nonché vicecapo di sezione cinque e sei del personale presidenziale, nonché comandante della quarta regione militare.
In politica estera, fu nominato Assistente militare aggiunto presso l'ambasciata messicana nel distretto di Columbia (Stati Uniti d'America).
Ricevette la Legion d'onore, data dal governo francese.